# アウドゥン・ボイセン
アウドゥン・ボイセン（Audun Boysen、1929年5月10日 - 2000年3月2日）は、ノルウェーの陸上競技選手。1956年メルボルンオリンピックの銅メダリストである。ノルウェー北部北極圏内のトロムス県ビョルコイ出身。ソール・トロンデラーグ県リッサで育った。

## 経歴
ボイセンは、1950年代に、800mを中心に活躍した男子中距離選手である。1955年、1956年と世界ランク2位に位置し、この時代おおむね世界ランクトップ10に位置していた。1955年には、1000mで2分19秒0の世界新記録を樹立。また、同年には800mで、1分45秒9のノルウェー新記録（1939年にドイツのルドルフ・ハルビッヒが出した1分46秒6の世界記録を破るものであったが、同走のベルギーのロゲール・モエンスが1分45秒7で走ったため2着）を樹立。この記録は、1992年に破られるまで37年間もノルウェー記録として残った。また、ボイセンは、肘の使い方がうまくレースでの競り合いにも強かったことで有名であった。
国際大会では、1954年のベルンで開催されたヨーロッパ選手権で銅メダルを獲得。そして、1956年には、メルボルンオリンピックで、アメリカのトーマス・コートニー、イギリスのデレク・ジョンソンに次いで銅メダルを獲得した。また、1958年のストックホルムで開催されたヨーロッパ選手権では、イギリスのマイケル・ローソンに次いで2着でゴール。しかし、その後、ローソンはカーブでインコースをショートカットし失格と判定され、ボイセンが優勝。しかし、イギリスチームがこの判定に不服を申し立て判定が覆り、ローソンは金メダル、ボイセンは銀メダルとなった。すでに帰国していたボイセンは金メダルをローソンに送付した。
ボイセンはその後は、オスロの企業で臨床心理士の職に従事した。

## 主な実績
| 年   | 大会                 | 場所                         | 種目  | 結果      | 記録     |
| ---- | -------------------- | ---------------------------- | ----- | --------- | -------- |
| 1950 | ヨーロッパ陸上選手権 | ブリュッセル(ベルギー)       | 800m  | 5位       | 1分51秒4 |
| 1952 | オリンピック         | ヘルシンキ(フィンランド)     | 800m  | 4位（sf） | 1分50秒4 |
| 1952 | オリンピック         | ヘルシンキ(フィンランド)     | 1500m | 11位      | 3分51秒4 |
| 1954 | ヨーロッパ陸上選手権 | ベルン(スイス)               | 800m  | 3位       | 1分47秒4 |
| 1956 | オリンピック         | メルボルン(オーストラリア)   | 800m  | 3位       | 1分48秒1 |
| 1958 | ヨーロッパ陸上選手権 | ストックホルム(スウェーデン) | 800m  | 2位       | 1分47秒9 |

- sfは準決勝